# 転がるビー玉
『転がるビー玉』（ころがるビーだま）は、2020年2月7日公開の日本映画。監督は宇賀那健一。主演は吉川愛、萩原みのり、今泉佑唯。
渋谷の片隅の再開発による取り壊しが決まっている古いマンションでルームシェアをする、3人の女の子のささやかな日常とそれぞれの夢を描いた物語。NYLON JAPAN創刊15周年記念作品。
2020年1月31日からホワイトシネクイントにて先行公開され、公開初日に舞台挨拶が行われた。

## あらすじ
渋谷のとある片隅に佇む古い家。そこで暮らす愛（吉川）、瑞穂（萩原）、恵里香（今泉）の3人は、一つの欠けたビー玉と共に、それぞれの夢に向かって共同生活を過ごしていた。
やがて3人のもとに立ち退き勧告が届く。街中の再開発で古い家の解体が決まり、別の家に引っ越さなければならないという。建て替えまでの数日間で3人が見つけた「幸せ」とは・・・。

## キャスト
- 佐々木愛：吉川愛 - モデルの卵。
- 熊谷瑞穂：萩原みのり - NYLON JAPANの編集部で働く女性。
演じる萩原は応募総数2,395名の中から本作のオーディションに合格し、瑞穂役を射止めた[2]。
- 伊藤恵梨香：今泉佑唯 - ストリートミュージシャン。
- 啓介：笠松将[4] - 瑞穂と付き合っている男。
- テテ：大野いと [4]- カリスマモデル。
- 沙矢：冨手麻妙 [4]- 瑞穂の上司。
- 田村：大下ヒロト[4] - 瑞穂と関係を持つ男。
- 紘子：日南響子[4] - 愛とオーディション会場で出会うモデル。
- 美希：田辺桃子 [4]- 恵梨香の大学の同級生。
- 祐也：神尾楓珠[4] - 恵梨香のライブの観客。
- 菱川：中島歩 [4]- 愛の昔の彼氏。カメラマン。
- アオキ：徳永えり[4] - 啓介の本命彼女。
- 丹羽：大西信満[4] - 瑞穂が働く編集部の編集長。
- サラリーマン：山中崇[4] - 恵梨香のライブをいつも観ているサラリーマン。
- 雪見：仁科あい[4] - 瑞穂の同僚。
- 可奈：中尾有伽[4] - 瑞穂の同僚。
- 詩織：安部乙[4] - 瑞穂の同僚。
- 郁恵：手島実優[4][4] - 瑞穂の同僚。
- 萌子：河合優実[4] - 愛と同じバイト先で働いているスタッフ。
- パーティーでナンパしてくる男：濱正悟[4]
- コンビニ店員：髙橋雄祐[4] - 変わったコンビニの店員。

## スタッフ
- 企画・監督：宇賀那健一
- 脚本：宇賀那健一、加藤法子
- 音楽：佐藤千亜妃
- 主題歌：佐藤千亜妃「転がるビー玉」（EMI Records）
- プロデューサー：戸川貴詞
- 共同プロデューサー：小美野昌史
- キャスティングプロデューサー：當間咲耶香
- 撮影：古屋幸一
- 照明：加藤大輝
- 録音：茂木祐介
- 助監督：平波亘
- 美術：横張聡
- スタイリスト：小笠原吉恵
- ヘアメイク：寺沢ルミ
- スチール：柴崎まどか
- メイキング：堀井綾香
- ラインプロデューサー：鈴木徳至
- 編集：小美野昌史
- 効果：田中俊
- 配給：パルコ
- 制作：VANDALISM
- 製作：「転がるビー玉」製作委員会

## 関連商品
| 規格         | タイトル          | 発売年月日    | 発売元                        | 品番                                           | 備考                                                                                   |
| ------------ | ----------------- | ------------- | ----------------------------- | ---------------------------------------------- | -------------------------------------------------------------------------------------- |
| Bly-ray Disc | 転がるビー玉      | 2020年11月6日 | ギャガ                        | GABS-2216                                      | 主演3人と監督によるオーディオ・コメンタリー収録 特典：メイキング映像、オリジナル予告編 |
| DVD          | 転がるビー玉      | 2020年11月6日 | ギャガ                        | GADS-2217 （セル） GADR-2218 （レンタル）      | 主演3人と監督によるオーディオ・コメンタリー収録 特典：メイキング映像、オリジナル予告編 |
| CD           | 佐藤千亜妃『KOE』 | 2021年9月15日 | EMI Records / UNIVERSAL MUSIC | UPCH-20592（CDのみ） UPCH-29408（CD＋Blu-ray） | M-6「転がるビー玉」収録                                                                |